# Буддизм и индуизм

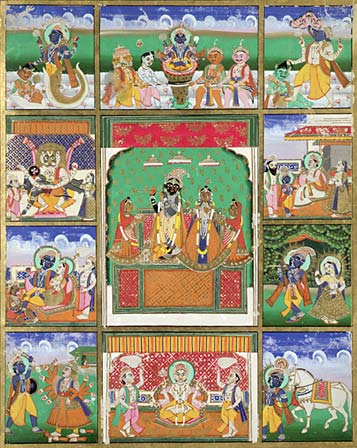
Индуизм считает Будду (в центре внизу со множеством рук) одной из 10 аватар Вишну

Индуизм и буддизм относятся к дхармическим индийским религиям. Несмотря на существенные отличия буддизма от индуизма, между ними прослеживается сходство как в концептуальных идеях, так и в частностях. В то время как буддология, как правило отстаивает мысль о полной самостоятельности буддизма, ряд учёных, прежде всего индийских, рассматривают его в качестве частного отклонения в истории индуизма.

## История
Индологи выделяют три ступени в формировании индуизма: ведизм, брахманизм и собственно индуизм. Верования и практики индуизма доклассического периода (XVI-VI века до н. э.) основывались на Ведах — сборнике древних священных писаний на санскрите, и поэтому называются «историческая ведийская религия» или «ведизм». Веды в основном посвящены поклонению различным дэвам (богам), таким как Индра, Варуна и Агни, также в них содержится описание ритуала Сома. Основной религиозной практикой ведийской религии было совершение огненных жертвоприношений, называемых ягья, и повторение ведийских мантр. В первом тысячелетии до нашей эры ведический период в истории индуизма сменил брахманизм, который связывают с появлением комментариев к Ведам — брахман и упанишад. В этот период закрепилась кастовая система индийского общества, которое разделилось на варны брахманов (священнослужителей), кшатриев (воинов), вайшьи (земледельцев, ремесленников, торговцев) и шудр (слуг и разнорабочих), при этом жрецы-брахманы заняли ведущие позиции в иерархии индуизма. Они приносили жертвы богам, совершали обряды, служили советниками у царей, держали в своих руках монополию на грамотность, священные тексты, знания.
Противоречия в брахманизме, одним из постулатов которого являлся авторитет Вед, возникающие между представителями высшей варны брахманов и следующей за ней варны кшатриев привели к возникновению в Древней Индии движения странствующих аскетов шраманов, вышедших из небрахманских каст, находившихся в оппозиции в брахманизму, и отрицавших авторитет Вед. Из шраманизма в VI веке до н. э. вышли три новых религиозных течения: буддизм, джайнизм и адживика. При этом основатели буддизма Сиддхартха Гаутама и джайнизма Вардхамана Махавира были выходцами из варны кшатриев, а лидер адживики Маккхали Госала и вовсе происходил из низкого сословия.
Буддизм зародился в северо-восточной части Индии, где в то время располагались древние государства Магадха, Кошала и Личчхави. Его основатель Сиддхартха Гаутама (Будда), достигнув в возрасте тридцати пяти лет Просветления в течение оставшихся сорока пяти лет своей жизни путешествовал по Центральной Индии в долине Ганга, наставляя и обучая своих последователей и учеников. После его смерти буддизм широко распространился на территории Индии и достиг своего апогея во время правления императора Ашоки и империи Маурьев, Ашока благоволил к буддизму и другим религиям и смог объединить немалую часть индийского субконтинента в одно государство в III веке до н. э.. Между IV и X веком н. э. индуизм на территории Индии взял вверх над буддизмом и вытеснил его за её пределы. В последующем буддизм стал одной из трёх мировых религий, в то время как индуизм сохранился как национальная религия индусов. В последнее время среди ряда исследователей есть тенденция рассматривать и индуизм как одну из мировых религий (миллионы индуистов в настоящее время живут не только на территории Индии и Пакистана, но и за их пределами, в том числе в Непале, Бангладеш, США, Великобритании, и многих других странах Европы, Азии, Африки.)

## Комментарии
1. ↑  К дхармическим относятся традиционные индийские религии, основной концепцией которых является вера в дхарму — универсальный закон бытия. Помимо буддизма и индуизма к ним относят сикхизм и джайнизм.
2. ↑  Согласно К. Клостермайеру использование термина «индуизм» является проблематичным по отношению к Ведам и Брахманам, где он не упоминается. Современные индуисты, в свою очередь, называют свои живые традиции «ведийскими», а индуизм — «вайдика-дхармой» («ведийской религией»).
3. ↑  По другой версии Махавира являлся лишь известным рассказчиком более старых традиций.